# Otiothops birabeni
Otiothops birabeni is een spinnensoort uit de familie Palpimanidae. De soort komt voor in Brazilië en Argentinië.